# 対馬市消防本部
対馬市消防本部（つしまししょうぼうほんぶ）は、長崎県対馬市にある消防本部。管轄区域は対馬市全域。

## 概要
- 消防本部：対馬市厳原町桟原52-2
- 管内面積：708.63km2
- 職員定数：
- 消防署1カ所、消防支署2カ所、出張所3カ所、分遣所2カ所
- 主力機械
  - 普通消防ポンプ自動車：6
  - 水槽付消防ポンプ自動車：2
  - 救助工作車：2
  - 化学車：3
  - 救急自動車：7

## 組織
- 本部－総務課、予防課、警防課、通信課
- 消防署－総務課、予防課、警防課

## 消防署
| 消防署                | 所在地                                                                                           | 出張所・分遣所 | 所在地                                                                                           |
| --------------------- | ------------------------------------------------------------------------------------------------ | -------------- | ------------------------------------------------------------------------------------------------ |
| 対馬市消防署 （本署） | 厳原町桟原52-2                                                                                   | 美津島出張所   | 美津島町鶏知甲550-2（北緯34度16分5.6秒 東経129度18分43.3秒 / 北緯34.268222度 東経129.312028度）  |
| 対馬市消防署 （本署） | 厳原町桟原52-2                                                                                   | 空港分遣所     | 美津島町鶏知乙283（北緯34度17分9.2秒 東経129度19分34.1秒 / 北緯34.285889度 東経129.326139度）    |
| 対馬市消防署 （本署） | 厳原町桟原52-2                                                                                   | 豆酘分遣所     | 厳原町豆酘2697（北緯34度7分29.1秒 東経129度10分59.0秒 / 北緯34.124750度 東経129.183056度）       |
| 中部支署              | 豊玉町仁位935-1（北緯34度23分55.7秒 東経129度19分28.8秒 / 北緯34.398806度 東経129.324667度）     | 峰出張所       | 峰町佐賀608-1（北緯34度27分26.5秒 東経129度22分7.5秒 / 北緯34.457361度 東経129.368750度）        |
| 北部支署              | 上県町佐須奈甲639-5（北緯34度38分12.4秒 東経129度23分56.7秒 / 北緯34.636778度 東経129.399083度） | 上対馬出張所   | 上対馬町比田勝556-2（北緯34度39分17.0秒 東経129度27分21.5秒 / 北緯34.654722度 東経129.455972度） |

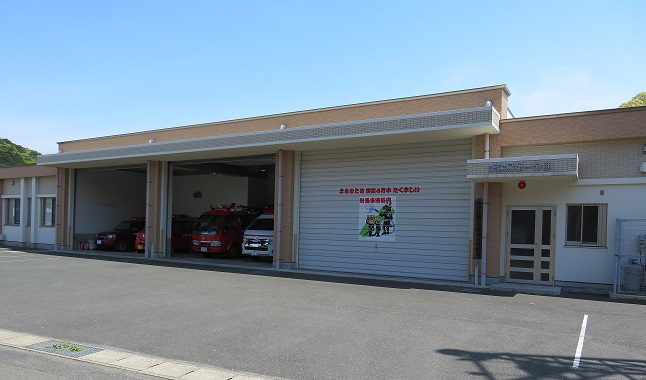
美津島出張所
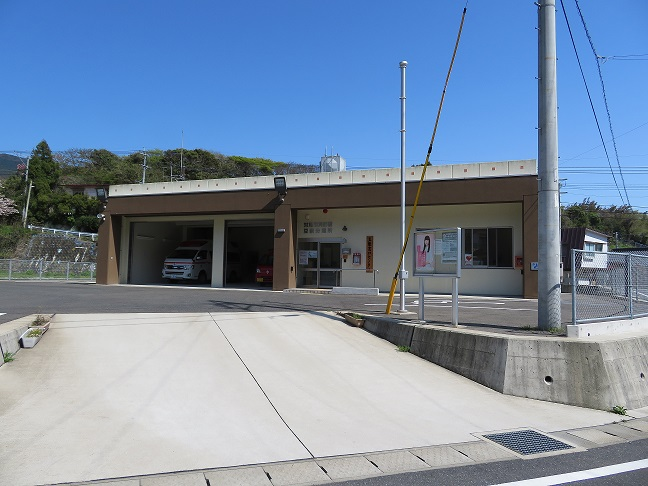
豆酘分遣所
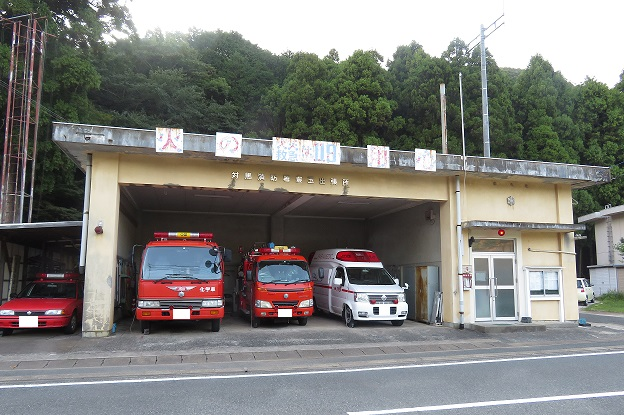
中部支署 （旧・豊玉出張所）
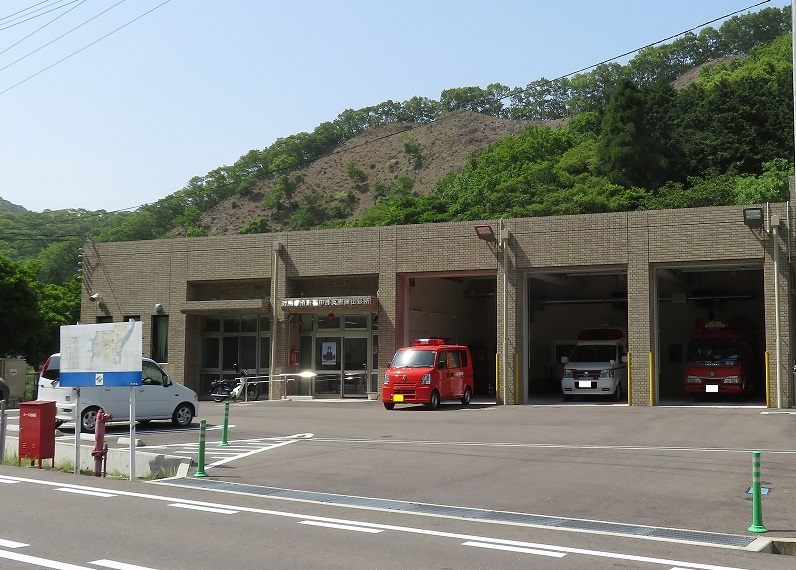
峰出張所
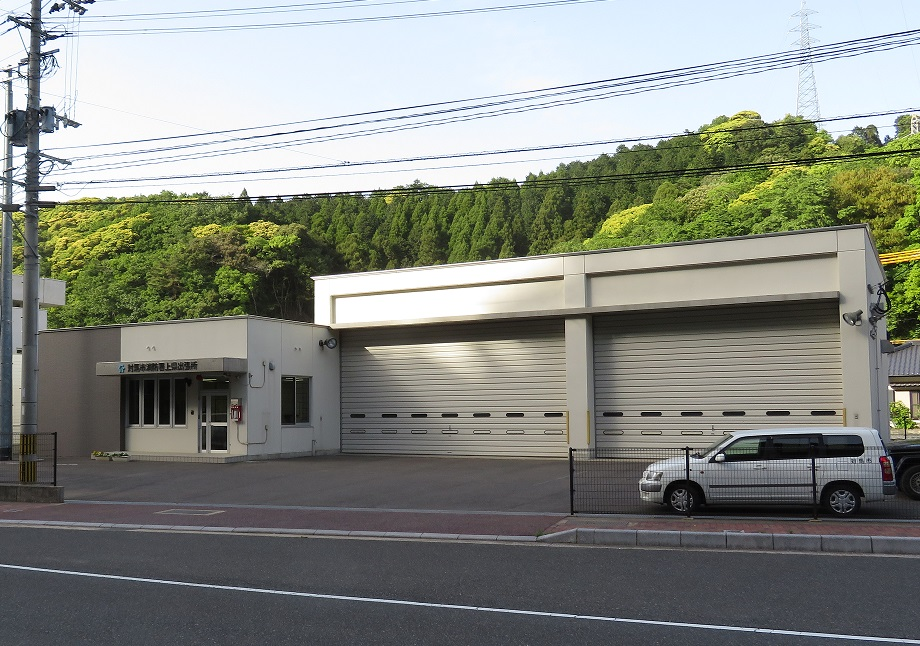
北部支署 （旧・上県出張所）
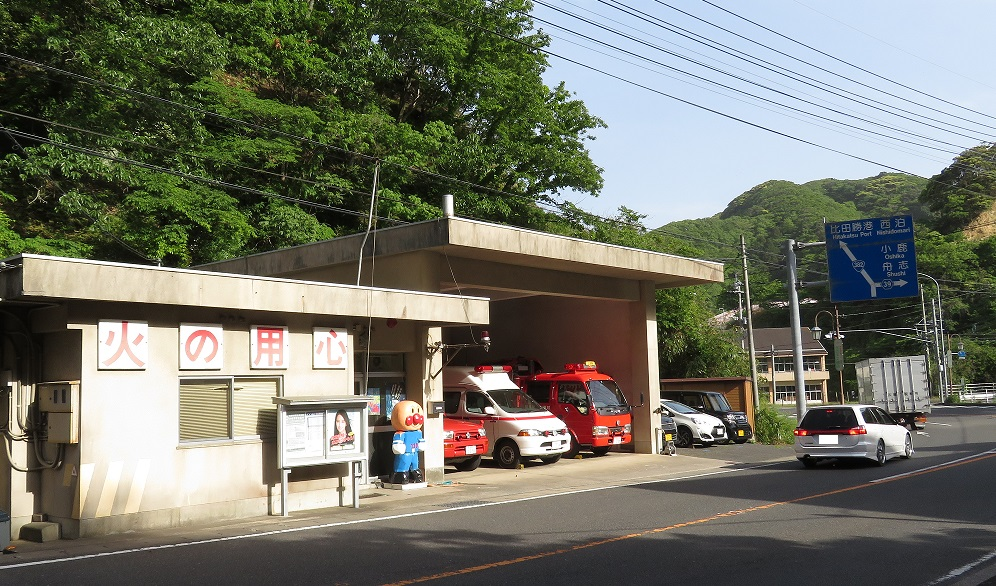
上対馬出張所

## 沿革
- 1974年（昭和49年）
  - 3月28日 - ポンプ車3台を導入。（厳原本署、豊玉出張所、上県出張所）
  - 4月1日 -  「対馬総町村組合消防本部」、「対馬総町村組合消防署」が発足。
    - 初代消防長に酒井豊が、初代消防署長に苑田幸人が就任。消防職員36名。

  - 4月15日 - 危険物業務を長崎県より引き継ぐ。
  - 5月9日 -  救急車が日本自動車工業会より本署に寄贈・配備される。
  - 5月29日 - 救急車が日本自動車工業会より豊玉主張所、上県出張所にそれぞれ寄贈・配備される。
  - 5月30日 - 指令車を本署に配備。
  - 6月1日 -  本部・本署の業務が開始。
  - 10月17日 - 対馬消防連絡協議会が発足。
  - 12月1日 - 豊玉出張所、上県出張所の業務が開始。
- 1975年（昭和50年）
  - 7月2日 - 指令車が上県出張所に配備。
  - 8月26日 - 指令車が本署に配備。（旧本署分は豊玉出張所に配置換え。）
- 1976年（昭和51年）
  - 3月28日 - 消防無線を本署、豊玉出張所、上県出張所に設置。
  - 7月23日 - 救急車が全国農業連合会より峰出張所に寄贈・配備される。
  - 7月24日 - ポンプ車3台が美津島出張所、峰出張所、上対馬出張所に配備。
  - 10月29日 - 救急車が日本損害保険協会より美津島出張所に寄贈・配備。
  - 11月5日 - 美津島出張所、峰出張所、上対馬出張所の業務を開始。
  - 11月23日 - 消防無線が美津島出張所、峰出張所、上対馬出張所に設置。
- 2004年（平成16年）3月1日 - 対馬市の発足により、対馬総町村組合消防本部が解散し「対馬市消防本部」が設置される。
- 2014年（平成26年）
  - 4月1日 - 豆酘[1]分遣所の業務を開始。組織変更により、上県出張所を「北部支署」・豊玉出張所を「中部支署」と改め、それぞれの傘下に上対馬出張所・峰出張所を置くとともに、空港出張所を「空港分遣所」に改める。
- 2023年（令和5年）10月20日 - 中部支署の新庁舎が完成し、運用を開始。